# Lantenbach
Lantenbach este o localitate ce aparține de orașul Gummersbach, din Renania de Nord-Westfalia, Germania.